# Hubert Clerget
Pour les articles homonymes, voir Clerget.
Hubert Clerget (ou de Clerget), né le 28 juillet 1818 à Dijon et mort le 4 mars 1899  à Saint-Denis, est un peintre et lithographe français.
Élève du peintre Anatole Devosge et de l'architecte Claude Saint-Père, il expose au Salon en 1843 et 1865.

## Œuvres

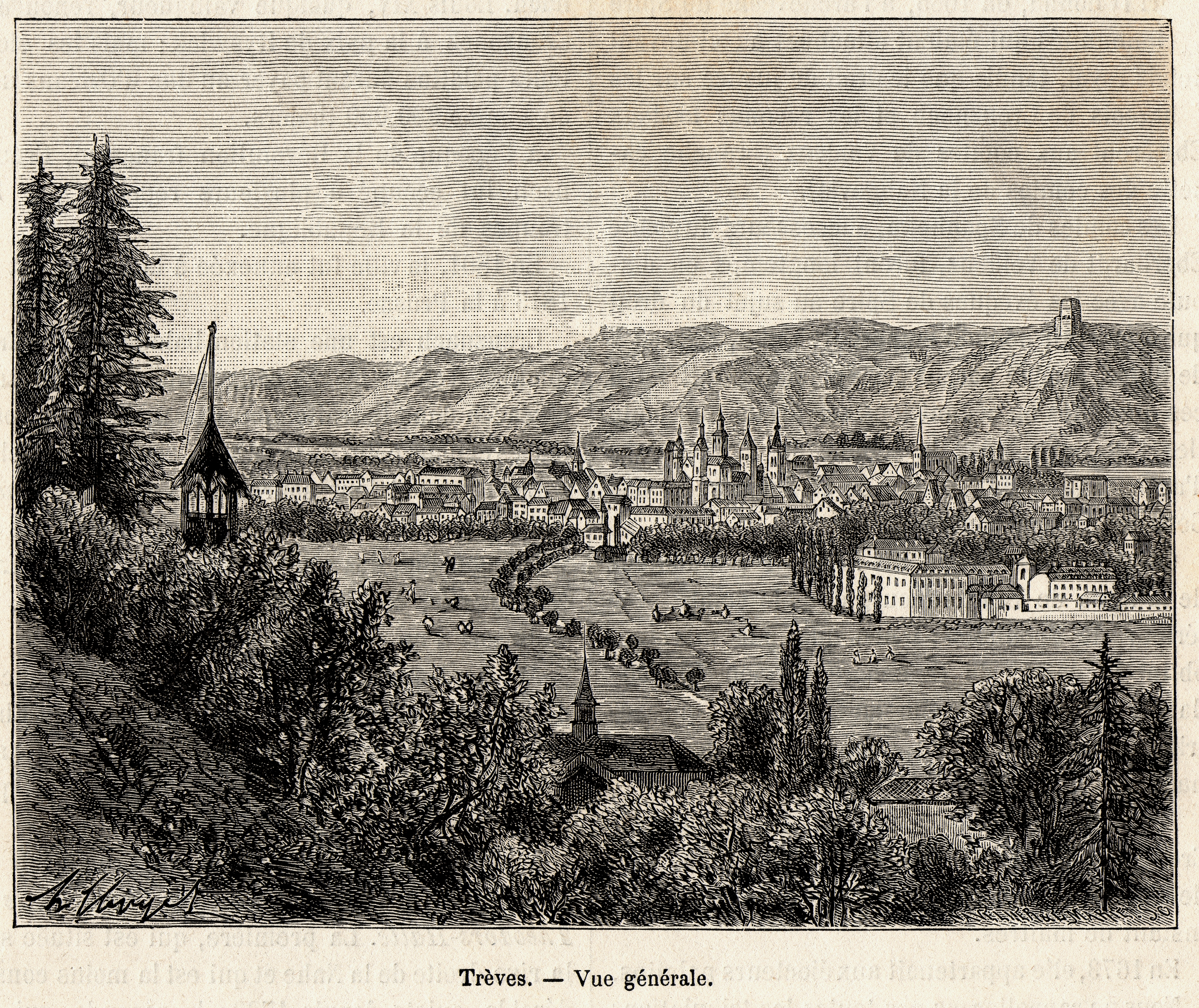
Vue de Trèves (Allemagne), du Nord-Est, gravure sur bois par Hubert Clerget : « Trèves - Vue générale », dans : Victor-Adolphe Malte-Brun, L`Allemagne illustrée. Géographie, Histoire, Administration, Statistique (Paris : Rouff 1885-1888). Dimensions : 110 mm x 140 mm. D'une collection privée.

- Ruines du palais des Tuileries après la Commune, 1873 ou 1875, crayon noir, lavis gris, gouache blanche sur papier brun, musée du Louvre[2],[3].
- Québec vu de Beauport, Hubert Clerget d'après Edwin Whitefield, 1854, Collection Musée national des beaux-arts du Québec[4]